# XXXIIe siècle av. J.-C.
../.. |
Ve millénaire av. J.-C. |
IVe millénaire av. J.-C. |
IIIe millénaire av. J.-C. |
../..
XXXVe siècle av. J.-C.
| XXXIVe siècle av. J.-C. 
| XXXIIIe siècle av. J.-C.
| XXXIIe siècle av. J.-C. 
| XXXIe siècle av. J.-C.
Liste des millénaires |
Liste des siècles

## Évènements
- Vers 3200-2800 av. J.-C.  :

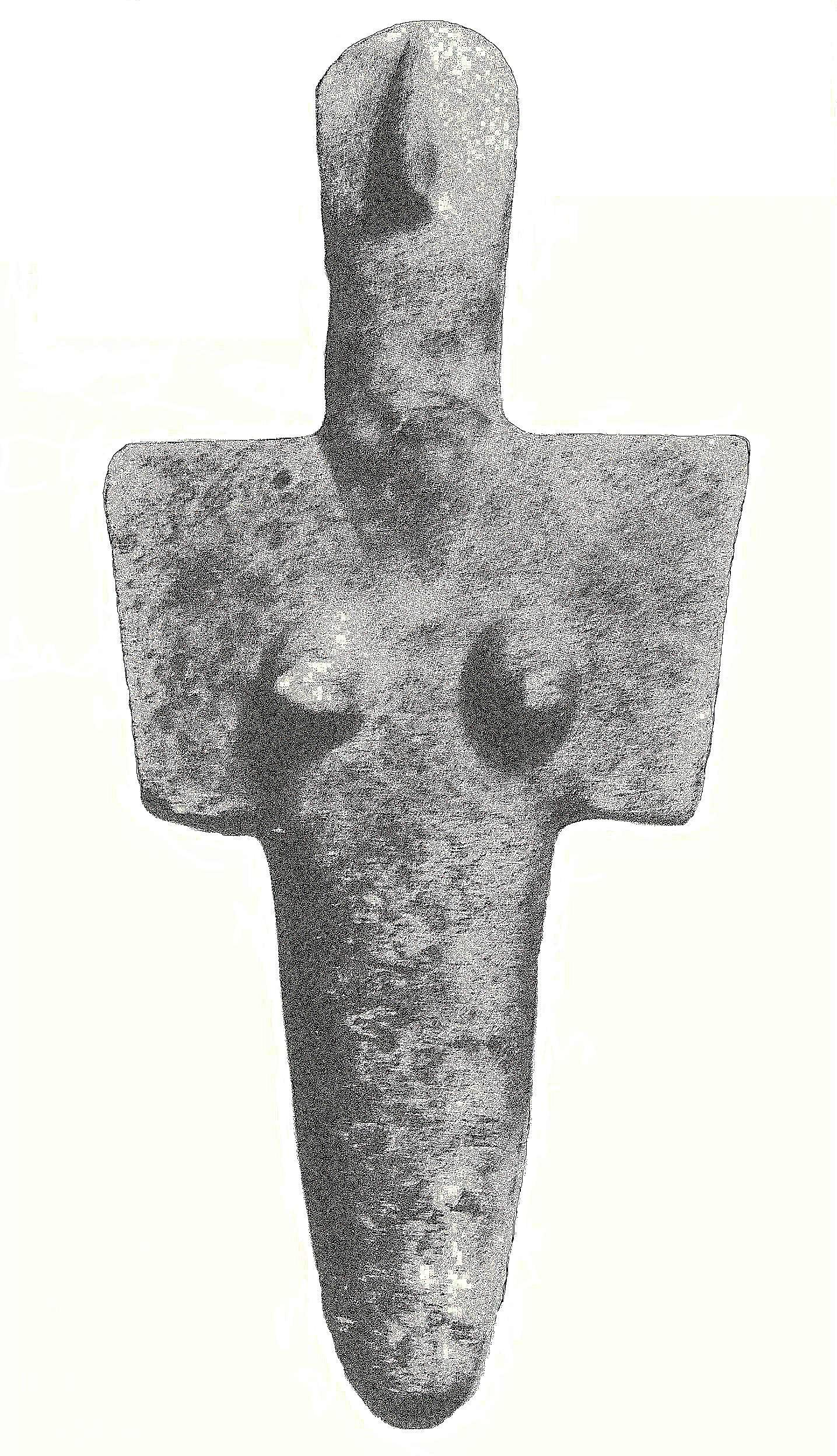
Culture d'Ozieri : Statuette d'une Déesse-mère méditerranéenne à Senorbì.

  - première civilisation des Cyclades en mer Égée. Cycladique Ancien I (CA I) dit aussi Culture Grotta-Pelos[1].
  - culture d'Ozieri (ou culture de San Michele), une culture prénuragique qui se développe en Sardaigne[2].
- Vers 3200 av. J.-C. : début de la construction de cercles (cromlech, henge) et d'alignements de mégalithes dressés dans les îles Britanniques (Castlerigg, Stenness[3]). Construction du tumulus de Newgrange dans le Comté de Meath, au nord de Dublin, en Irlande, appartenant avec Knowth et Dowth au complexe de tombes à couloir de Brú na Bóinne[4].
- 3150-2900 av. J.-C. : période de Djemdet Nasr en Mésopotamie du Sud (près de Kish). Expansion commerciale, développement de la sculpture en ronde bosse. Apparition des Sumériens, premières villes (cités-États : Uruk, Lagash, Umma, Larsa, Eridou). Le sud de la Mésopotamie est peuplé de Sumériens entre Nippur et le golfe Persique, de Sémites entre Nippur et Bagdad (Akkad) et d’un autre peuple dont nous ignorons le nom. Ces populations partagent les mêmes institutions, le même mode de vie, les mêmes techniques et certaines croyances mais parlent des langues différentes[5].

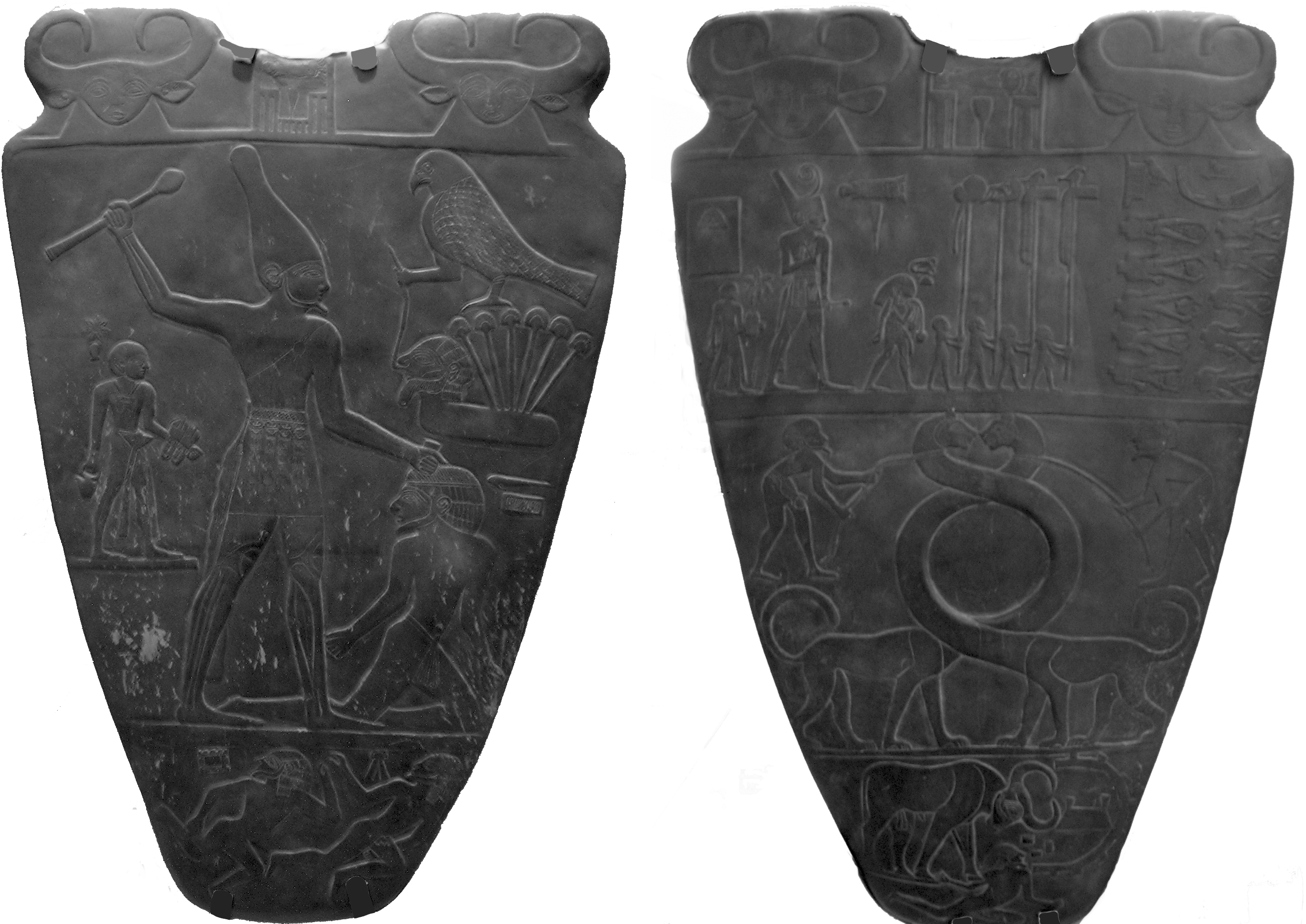
La palette de Narmer, qui témoigne de l’unification politique du pays.

- Vers 3150 av. J.-C. : règne de Narmer, roi de Haute-Égypte, qui soumet le Delta et unifie le pays. Début de la Période thinite. Ménès, parfois assimilé à Narmer, fonde la Ire dynastie thinite[6]. Il coiffe les deux couronnes assemblées, le pschent (pa sekhemty). La documentation tend à montrer que l’unification est en fait antérieure à Narmer et à Aha.
- 3150-2930 av. J.-C. : Première dynastie thinite en Égypte[6] ; règnes de Ménès, Aha, Djer, Djet (Ouadji), Oudimou (Den), Adjib, Semerkhet, Qâ.
  - Institution du trésor royal administré par des fonctionnaires qui utilisent des sceaux[7].
  - Art de l'époque thinite : construction de temples en matériaux légers (briques, bois). Tombes de type mastaba en brique crue (Nagada, Abydos, Tarkhan, Saqqarah, Gizeh, Abou Roach). Artisanat de luxe en pierre à usage funeraire, bijoux de la tombe de Djer à Abydos (or, faïence, turquoise, lapis-lazuli, améthyste), meubles en ivoire, début de la sculpture en bas relief et de la statuaire[8].
  - Culte d’Horus, dieu d’Hiérakonpolis, ville d’origine de Narmer, qui devient le dieu de la royauté.
- 3114 av. J.-C. : première année du calendrier maya[9].
- Vers 3100 av. J.-C. : abandon du plan tripartite dans les palais mésopotamiens, renforcement de l'économie palatiale.